# Walter Brune
Walter Helmut Brune (* 14. Februar 1926 in Bremen; † 5. November 2021) war ein deutscher Architekt, Stadtplaner und Immobilien-Unternehmer. Er nahm für die Entwicklung der Einzelhandelsarchitektur in Deutschland eine ähnlich bedeutsame Rolle ein wie dies Victor Gruen in den USA tat.

## Biografie

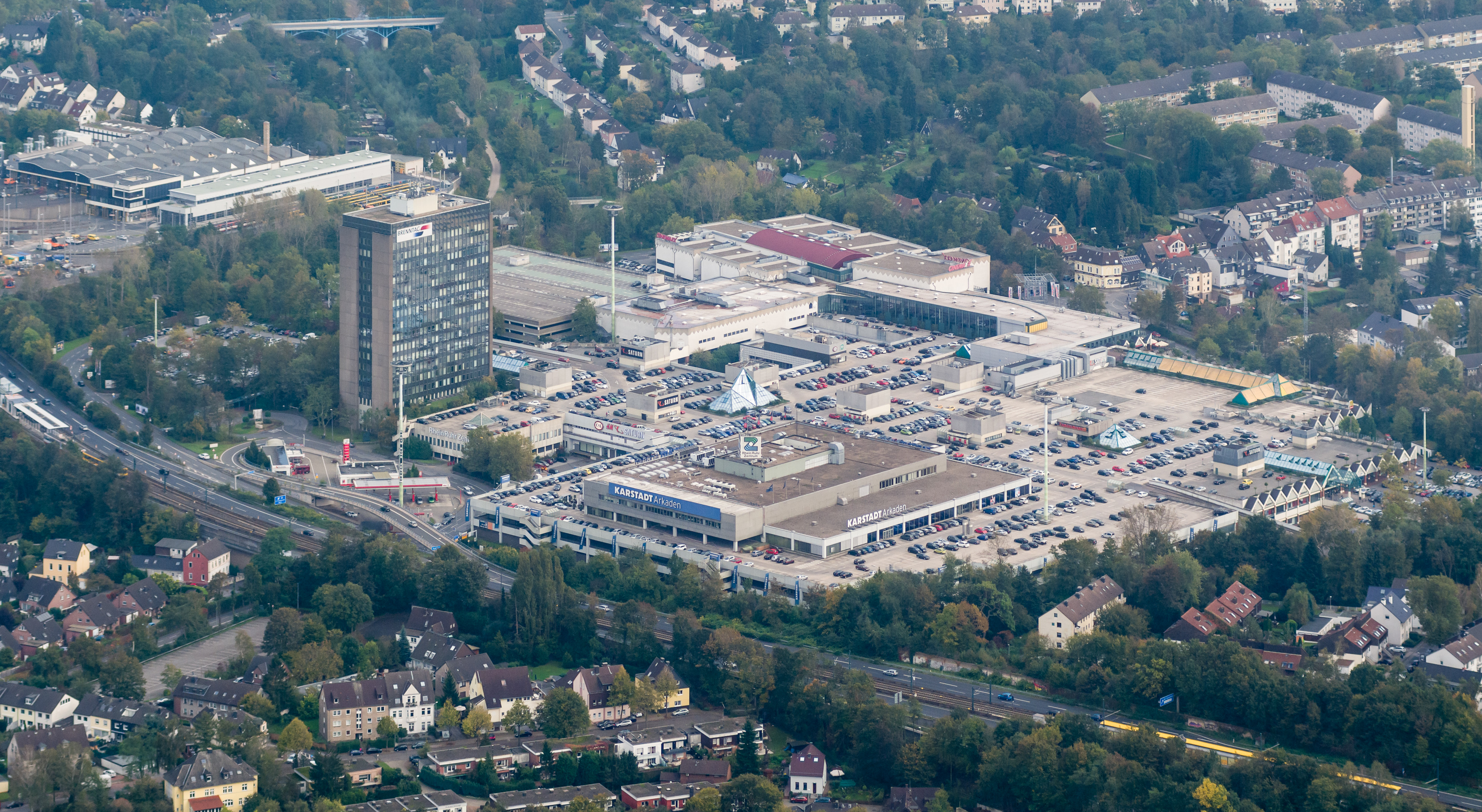
Rhein-Ruhr Zentrum, eröffnet 1973, erweitert in den 1990er Jahren (Foto: 2014)

Brune machte sich nach einer dreijährigen Praxis bei Gustav August Munzer in Düsseldorf 1950 selbständig. Er war zunächst für die Schwerindustrie tätig und baute bereits Anfang der 1950er Jahre als sehr junger Architekt das Steinkohlen-Bergwerk Prosper-Haniel sowie mehrere Kraftwerke, Fördertürme etc. Ende der 1950er Jahre wurde das Warenhaus-Unternehmen Karstadt auf ihn aufmerksam. Für diesen Konzern errichtete er 20 Jahre lang Warenhäuser. Der Höhepunkt war die Planung und Erstellung der Karstadt-Hauptverwaltung in Essen-Bredeney. Zahlreiche Bauten für Handel, Industrie und Verwaltung für andere Unternehmen fielen ebenfalls in diese Zeit.
Zwei Jahrzehnte lang, zwischen 1950 und 1970, entwickelte er neben den Großprojekten für zahlreiche Persönlichkeiten aus Wirtschaft und Industrie (Helmut Horten, Wolf, Bauknecht etc.) deren Landhäuser im Bungalow-Typus, die aufgrund ihrer Einzigartigkeit in den Architekturzeitschriften weltweit vorgestellt wurden.
Brune unterhielt seiner Zeit eines der meist beschäftigten Architekturunternehmen in der damaligen Bundesrepublik Deutschland mit Zweigbüros in New York, Teheran, Kabul sowie in den Niederlanden. Die Weltbank beauftragte ihn in Partnerschaft mit dem bekannten US-amerikanischen Architekten Marcel Breuer mit der Planung umfangreicher Entwicklungsprojekte. Für den Schah von Persien erstellte er die Planung einer neuen Stadt am Kaspischen Meer (Namak Abroud).

### Unternehmer
Die Gewinne legte Brune immer wieder in Grundstücken an, deren Bebauung er bereits in den 1960er Jahren parallel zu seinem Architekturbüro durchführte. So entstand bis zum heutigen Tage ein umfangreiches Immobilienunternehmen.
Einzelhandel und Innenstädte

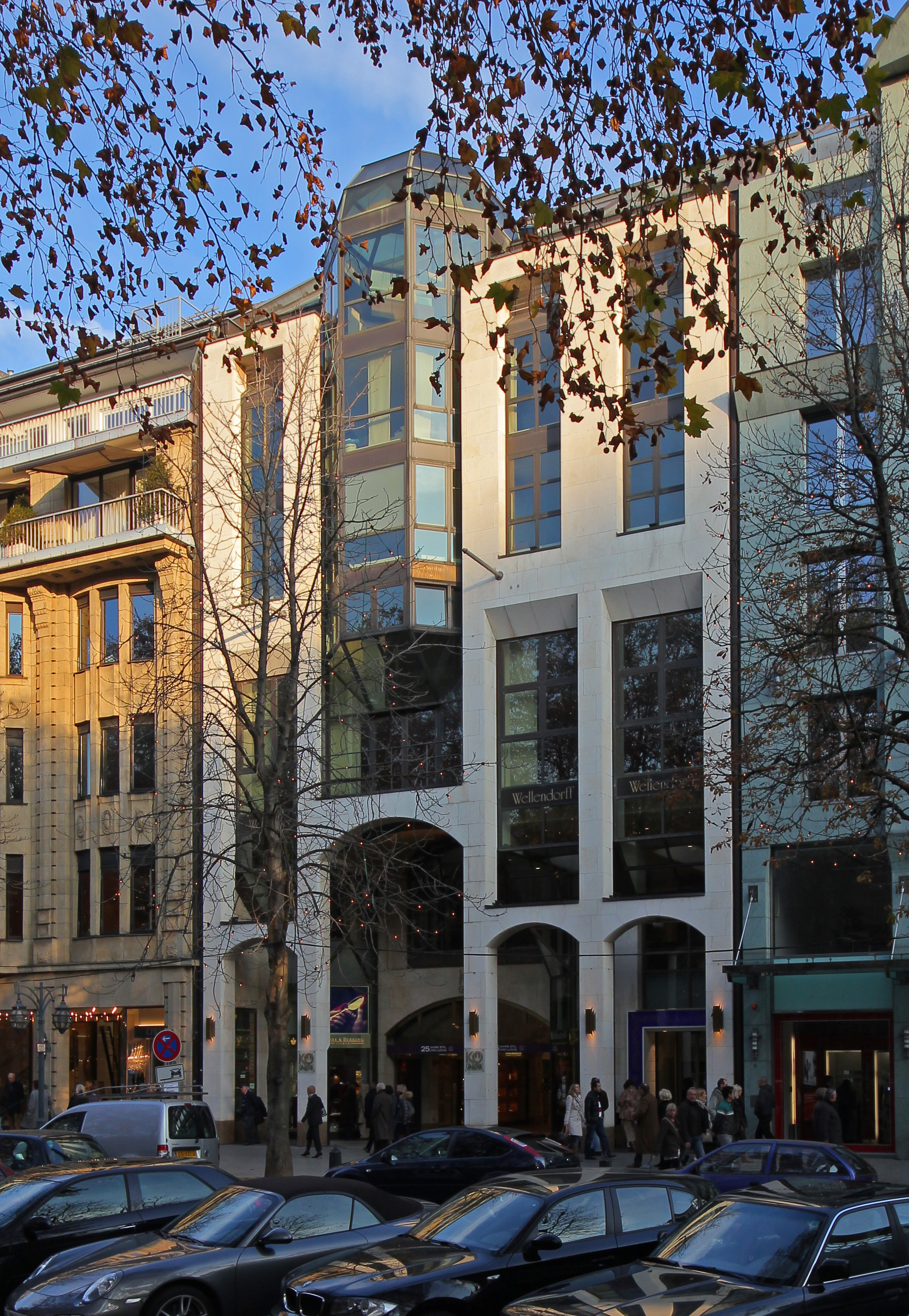
Kö-Galerie, Düsseldorf, eröffnet 1986

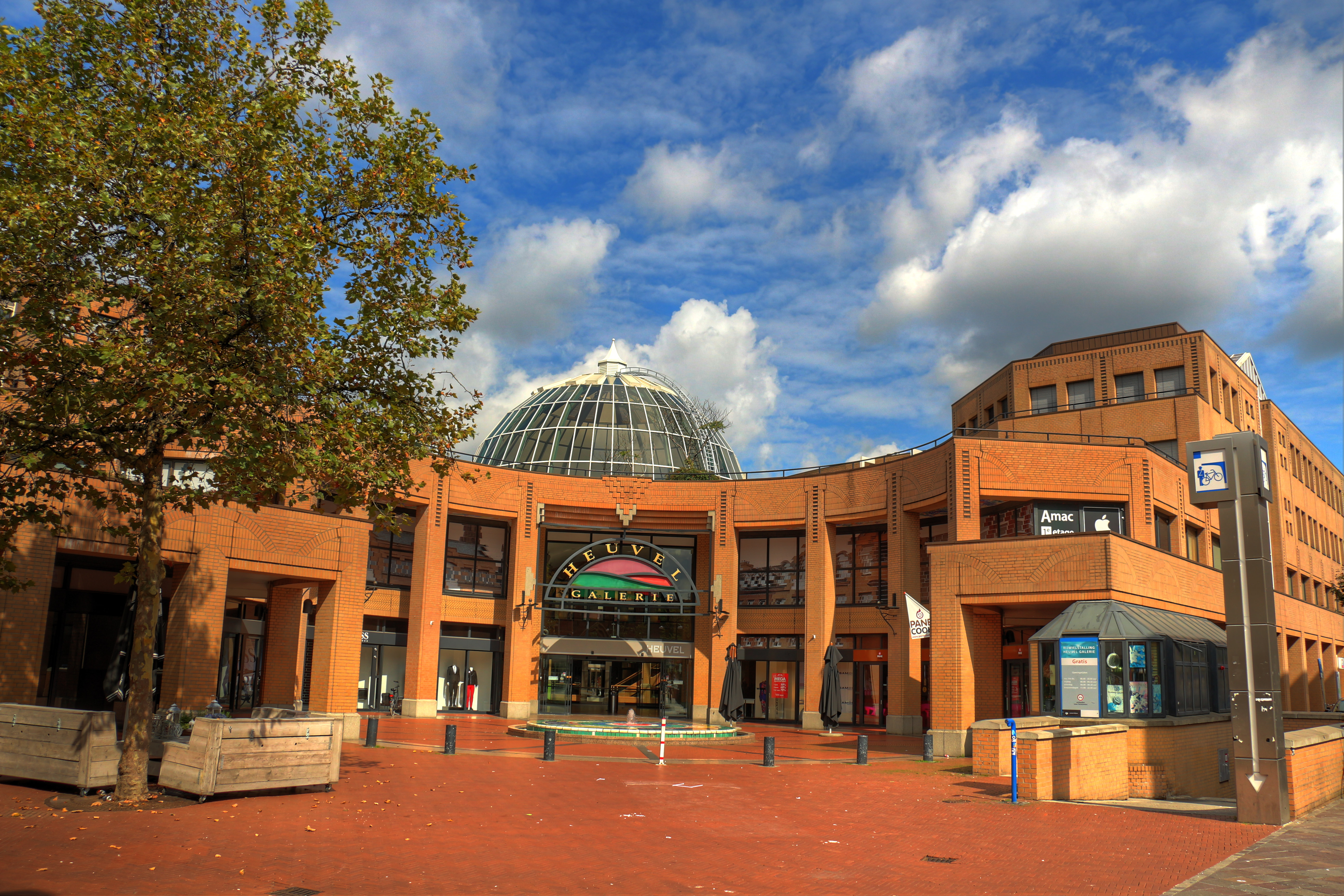
Heuvel-Galerie, Eindhoven, Niederlande, eröffnet 1992

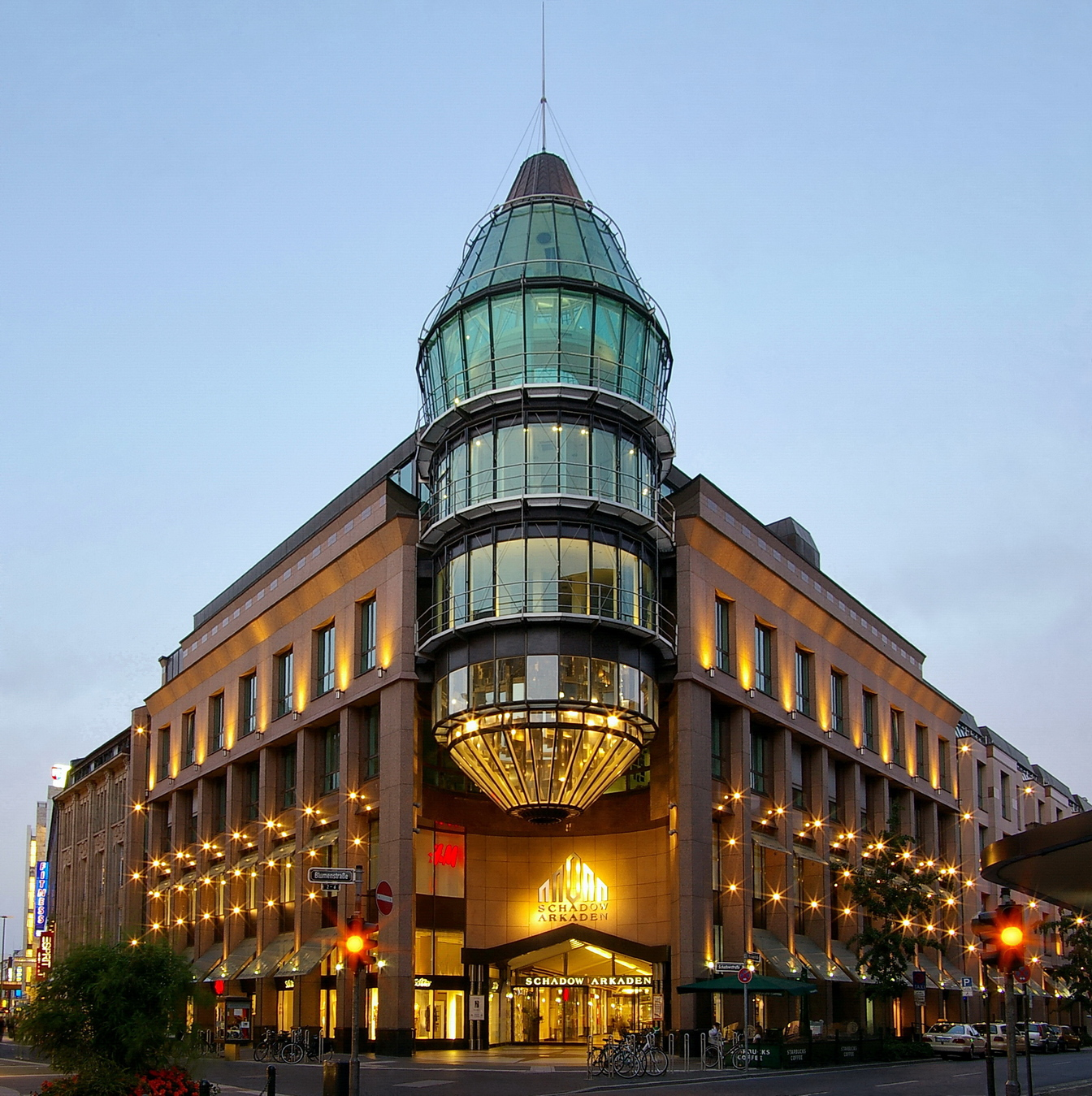
Schadow-Arkaden, Düsseldorf, eröffnet 1994

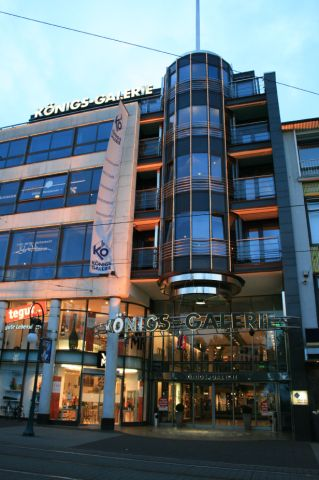
Königs-Galerie Kassel, eröffnet 1995

Seit Anfang der 1980er Jahre war er in Personalunion als Architekt, Entwickler, Consulter und Betreiber von innerstädtischen integrierten Einkaufszentren tätig, nachdem er 1970 bis 1973 das Shoppingcenter Rhein-Ruhr Zentrum in Mülheim an der Ruhr geplant hatte. An diesem Bautyp eines großen, nicht integrierten Einkaufszentrums auf einer Industriebrache im Ortsteil Heißen hatte er erkennen müssen, dass es einem „Ausbluten der Innenstädte“ Vorschub leistete. Er entwickelte dann das Konzept einer Stadtgalerie, einer an die innerstädtischen Blockstrukturen angepassten Form einer multifunktional angelegten, postmodernen Einzelhandelsarchitektur, die er erstmals bei der Kö-Galerie in Düsseldorf umsetzte und bei den Schadow-Arkaden wiederholte. Die Stadt Eindhoven beauftragte ihn, mit Hilfe der Heuvel-Galerie das damals brachliegende Stadtzentrum neu zu beleben. Alte vorhandene Bausubstanz wurde hier mit neuer Architektur verbunden.
Nachdem er die Auswirkungen von konventionellen Einkaufszentren am Beispiel des Rhein-Ruhr Zentrums erkannt hatte, setzte er sich als „Stadtstreiter“ für die Erhaltung lebendiger Innenstadtzonen der Städte ein. Dies hinderte ihn gleichwohl nicht, das Rhein-Ruhr Zentrum in den 1990er Jahren zulasten der Innenstadt Mülheims noch beträchtlich zu erweitern. Unter anderem publizierte er die Bücher Angriff auf die City (2006), Centro Oberhausen – Die verschobene Stadtmitte (2009), Factory Outlet Center – Ein neuer Angriff auf die City (2014) und Stoppt die Verödung unserer Städte durch Shopping und Outlet Center vor den Stadtgrenzen (2018).

## Vermögen

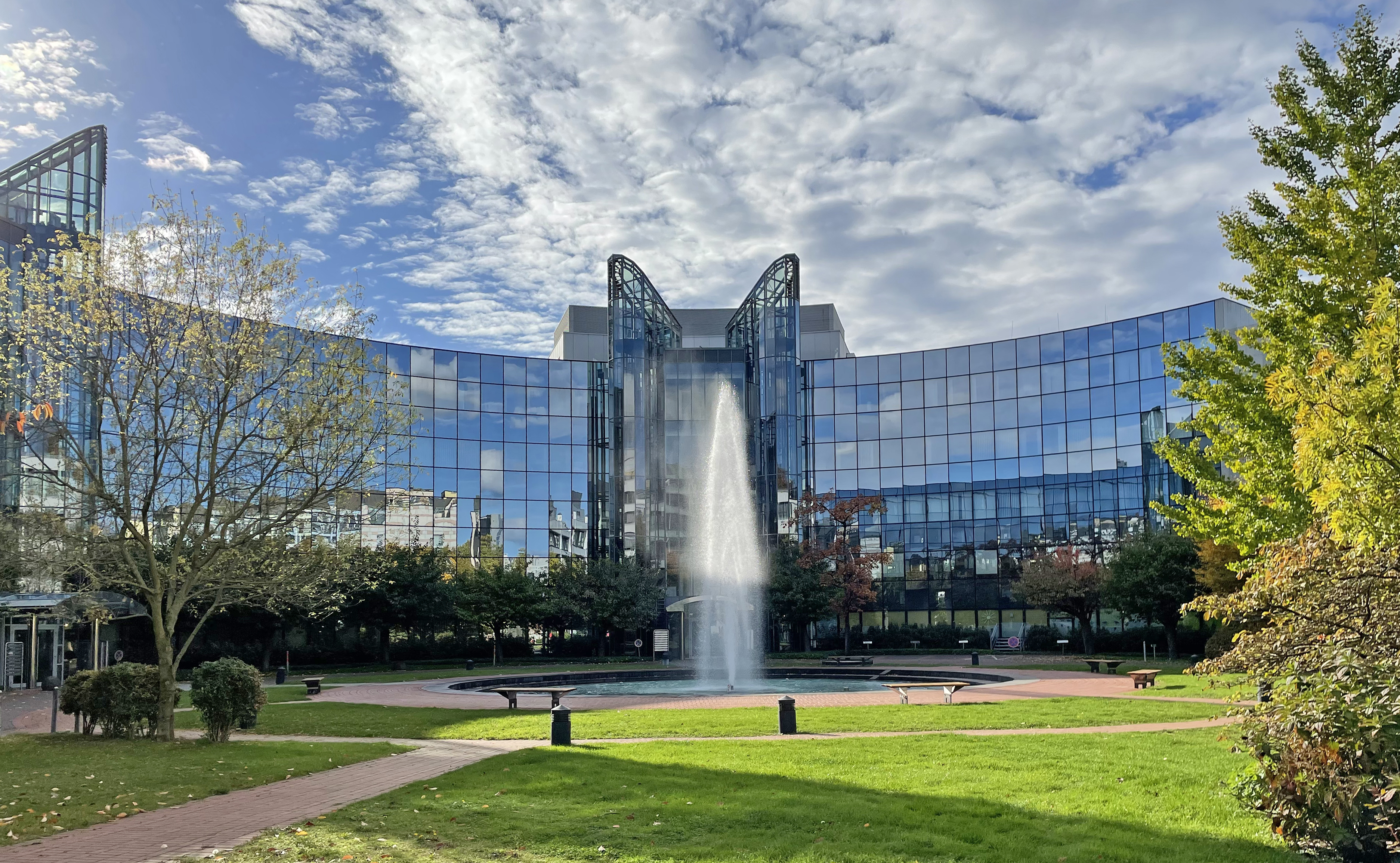
Prinzenpark: Glasarchitektur der Bürogebäude Prinzenallee 11 und 13, zentrale Platz der Anlage mit Springbrunnen, Düsseldorf-Heerdt (2022)

Gemäß dem Manager Magazin hatte Brune 2013 ein Vermögen von ca. 600 Millionen Euro. Damit belegte er auf der Liste der 500 reichsten Deutschen Platz 200. Im Jahr 2019 wurde er vom Manager Magazin erstmals als Milliardär geführt. Sein Vermögen wurde auf eine Milliarde Euro geschätzt.

## Auszeichnungen, Ehrungen
- 1966: BDA-Preis des Bundes Deutscher Architekten für den Bau eines Feingusswerkes
- 1987: ICSC European Shopping Center Award „Shopping-Center of the Year 1986“ für die 1986 fertiggestellte Kö-Galerie
- 1989: Bundesverdienstkreuz am Bande
- 1991: Bouwforum Leonardo da Vinci für die Heuvel Galerie in Eindhoven sowie 1992 ICSC-commendation for excellence für die Projektentwicklung eines innerstädtischen Shopping-Centers
- 1994: ICSC European Shopping Center Award für die Neugestaltung des Rhein-Ruhr Zentrums
- 1995: ICSC European Shopping-Center Award für die Schadow-Arkaden Düsseldorf
- 2005: urbanicom Preis für sein Lebenswerk als Architekt, Planer, Bauherr, Kulturbotschafter und medialer Streiter für die Stadt

## Werk

### Bauten und Entwürfe (Auswahl)
- 1951–1954: Wohnhaus Barbarahof in Düsseldorf, Am Bauenhaus 49
- 1951–1955: Tagesanlagen der Zeche Franz Haniel in Bottrop
- 1956–1957: Haus Horten in Düsseldorf-Lohausen (Leuchtenberger Kirchweg 63, abgerissen, heute stehen hier Einfamilienhäuser)
- 1957–1958: Haus Hoseit in Konstanz
- 1957–1959: Haus Kauermann in Düsseldorf
- 1958–1959: Haus im Weinberg im Elsass
- 1958–1959, 1964–1965: Haus Schwietzke in Düsseldorf
- 1958: Karstadt-Warenhaus in Bremerhaven
- 1959: Haus Stoeckel in Ratingen-Breitscheid
- 1959/1960: Outils-Wolf Gartengerätefabrik in Wissembourg
- 1959–1961: Haus Dr. Roeckerath in Düsseldorf
- 1960–1961: Jagd- und Forsthaus in Carp, Eifel
- 1961–1962: Haus Teigler in Moers
- 1961–1963: Haus Heimsoth in Bergisch Neukirchen
- 1961–1964: Haus Dr. Berg in Düsseldorf
- 1963–1965, 1975: Haus Engler in Meerbusch-Osterath
- 1964–1965: Karstadt-Warenhaus in Celle
- 1965–1969: Karstadt-Hauptverwaltung in Essen
- 1967–1968: Haus Starke in Essen-Bredeney
- 1969–1970: Haus Leendertz in Krefeld
- 1971–1972: Haus Josef Brune in Düsseldorf
- 1970–1975: Münsterpark in Düsseldorf
- 1983–1986: Kö-Galerie in Düsseldorf
- 1986: Zeitturm in Kaiserswerth (zusammen mit Benno Werth)
- 1989–1992: Heuvel-Galerie in Eindhoven
- 1988–1993: Schadow-Arkaden in Düsseldorf
- 1992–1995: Königs-Galerie in Kassel
- 1997: Prinzenpark in Düsseldorf-Heerdt

### Schriften
- Die Stadtgalerie. Ein Beitrag zur Wiederbelebung der Innenstädte. Campus-Verlag, Frankfurt am Main / New York 1996, ISBN 3-593-35479-9.
- (mit Rolf Junker, Holger Pump-Uhlmann) (Hrsg.): Angriff auf die City. Kritische Texte zur Konzeption, Planung und Wirkung von integrierten und nicht integrierten Shopping-Centern in zentralen Lagen. Droste, Düsseldorf 2006, ISBN 3-7700-1264-X.
- (mit Holger Pump-Uhlmann) (Hrsg.): Centro Oberhausen – Die verschobene Stadtmitte: Ein Beispiel verfehlter Stadtplanung Immobilien Zeitung, Wiesbaden 2009, ISBN 978-3-940219-09-1.
- Factory Outlet Center – Ein neuer Angriff auf die City. Immobilien Zeitung, Wiesbaden 2014, ISBN 978-3-940219-24-4.
- Stoppt die Verödung unserer Städte durch Shopping und Outlet Center vor den Stadtgrenzen. Immobilien Zeitung, Wiesbaden 2018, ISBN 978-3-940219-46-6